# Loxopse des Hawaï
Loxops coccineus
Espèce
Répartition géographique
Statut de conservation UICN

 EN B1ab(i,ii,iii,iv,v) : En danger
Le Loxopse des Hawaï (Loxops coccineus), aussi appelé ʻākepa en hawaïen, est une espèce d'oiseaux de la famille des Fringillidae.

## Répartition
Cette espèce est endémique d'Hawaï.

## Taxinomie
Trois sous-espèces sont reconnues :
- Loxops coccineus coccineus (Gmelin, 1789) ;
- Loxops coccineus ochraceus Rothschild, 1893 ;
- Loxops coccineus wolstenholmei Rothschild, 1893.